# Hillsboro (Oregon)
Hillsboro is een plaats (city) in de Amerikaanse staat Oregon, en valt bestuurlijk gezien onder Washington County.

## Demografie
Bij de volkstelling in 2000 werd het aantal inwoners vastgesteld op 70.186. In 2006 is het aantal inwoners door het United States Census Bureau geschat op 87.732, een stijging van 17546 (25,0%).

## Geografie
Volgens het United States Census Bureau beslaat de plaats een oppervlakte van 55,9 km², geheel bestaande uit land. Hillsboro ligt op ongeveer 56 m boven zeeniveau.

## Plaatsen in de nabije omgeving
De onderstaande figuur toont nabijgelegen plaatsen in een straal van 12 km rond Hillsboro.